# PuTTY

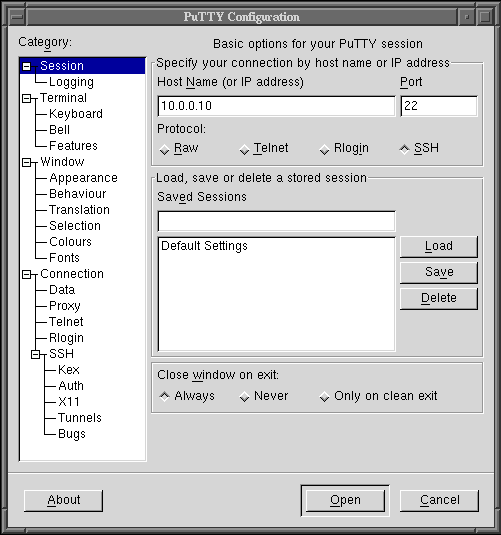
PuTTY

PuTTY ist eine freie Software zum Herstellen von Verbindungen über Secure Shell (SSH), Telnet, Remote login oder serielle Schnittstellen. Dabei dient PuTTY als Client und stellt die Verbindung zu einem Server her. Beim Verbindungsaufbau wird die Identität des Benutzers mittels einer der bereitgestellten Methoden zur Authentifizierung überprüft. PuTTY ist für Windows und Linux verfügbar.
In der so bereitgestellten textorientierten Terminalsitzung können direkt Befehle abgesetzt werden, die auf dem fernen System ausgeführt werden. Eine grafische Ausgabe ist nicht möglich, jedoch kann ein X-Server genutzt werden, der auf dem Client-Rechner läuft.

## Geschichte
PuTTY wurde ab Ende 1998 entwickelt und war im Oktober 2000 ein brauchbarer SSH-2-Client.
IPv6 wird ab der Version 0.58 und die serielle Schnittstelle ab der Version 0.59 unterstützt.
Im Bug-Bounty-Programm der Europäischen Union wurden 90.000 € Preisgeld für die Auffindung von Fehlern in PuTTY ausgeschrieben. Die 15 gemeldeten Fehler führten zur Veröffentlichung der Version 0.71.
Die Version 0.81 behebt eine kritische Sicherheitslücke beim Einsatz von NIST-P-521-Schlüsseln.

## Einzelne Applikationen

### PuTTY
Terminalemulator mit Telnet-, Rlogin- und SSH-Client und der Möglichkeit, sich mit einer lokalen seriellen Schnittstelle zu verbinden (ab Version 0.59)

### PSCP (PuTTY Secure Copy client)
ein SCP-Client

### PSFTP (PuTTY Secure File Transfer (SFTP) client)
ein SFTP-Client

### PuTTYtel
Terminalemulator mit Telnet- und Rlogin-Client

### Plink (PuTTY Link)
PuTTY als Commandline-Tool (ohne grafische Oberfläche)

### Pageant (PuTTY authentication agent)
ein SSH-Agent, mit dem SSH-Authentifizierungen weitergereicht werden können

### PuTTYgen (PuTTY Key Generator)

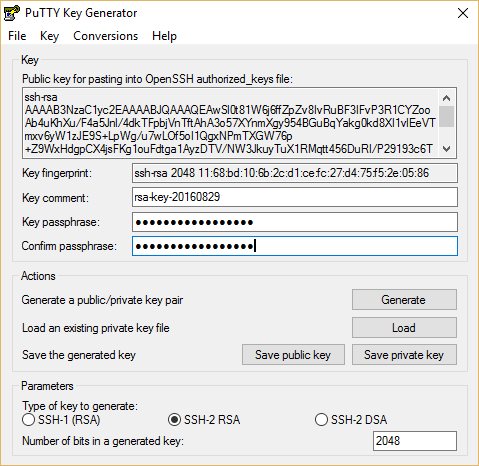
PuTTY Key-Generator

erstellt kryptographische Schlüsselpaare mit den Algorithmen RSA, DSA, Elliptic Curve DSA (ECDSA) sowie Edwards-curve DSA (EdDSA) in den Varianten Ed448 und Ed25519 (Curve25519), beispielsweise für SSH-Verbindungen

### pterm
ein unabhängiger Terminal-Emulator

## Rezeption und Verbreitung
Die Programmteile PuTTYgen und Pageant sind in WinSCP enthalten, auch einige Android-Apps bauen auf der Software auf. Inoffizielle Versionen existieren für Windows Mobile und Symbian OS.
PuTTY gilt als das Standard-Werkzeug für SSH-Verbindungen unter Windows und ist in Firmenumgebungen häufig bereits vorinstalliert, da Windows bis Ende 2017 keinen eigenen SSH-Client bereitstellte.
Ende der 2010er Jahre war die Nutzung von PuTTY in europäischen Institutionen weit verbreitet.